# Ano Doliana
Ano Doliana (griechisch Άνω Δολιανά [ˈano ðolianˈa] (n. pl.)) ist ein Bergdorf mit Steinhäusern in der Gemeinde Voria Kynouria im Osten Arkadiens in Griechenland. Im Jahr 2011 hatte es 90 Einwohner. Es ist eine geschützte traditionelle Siedlung.
Heute leben nur eine Handvoll Siedler das ganze Jahr über im Dorf, die meisten nutzen es wegen des milderen Klimas lediglich als Sommerresidenz und überwintern stattdessen in Kato Doliana.

## Geographie
Das Dorf liegt am südlichen Rand der Ebene von Tripoli. Es befindet sich auf einer Höhe von 950 bis 1.050 Metern am Nordhang des Berges Parnon. Umgeben von Tannen, Kastanien, Platanen, Vogel- und Sauerkirschen sowie kleinen Flüssen und Wasserfällen überblickt man von dort die Hochebene von Tripolis bis hin zu den Bergen von Mainalo, Artemisio, Chelmos und Erymanthos.

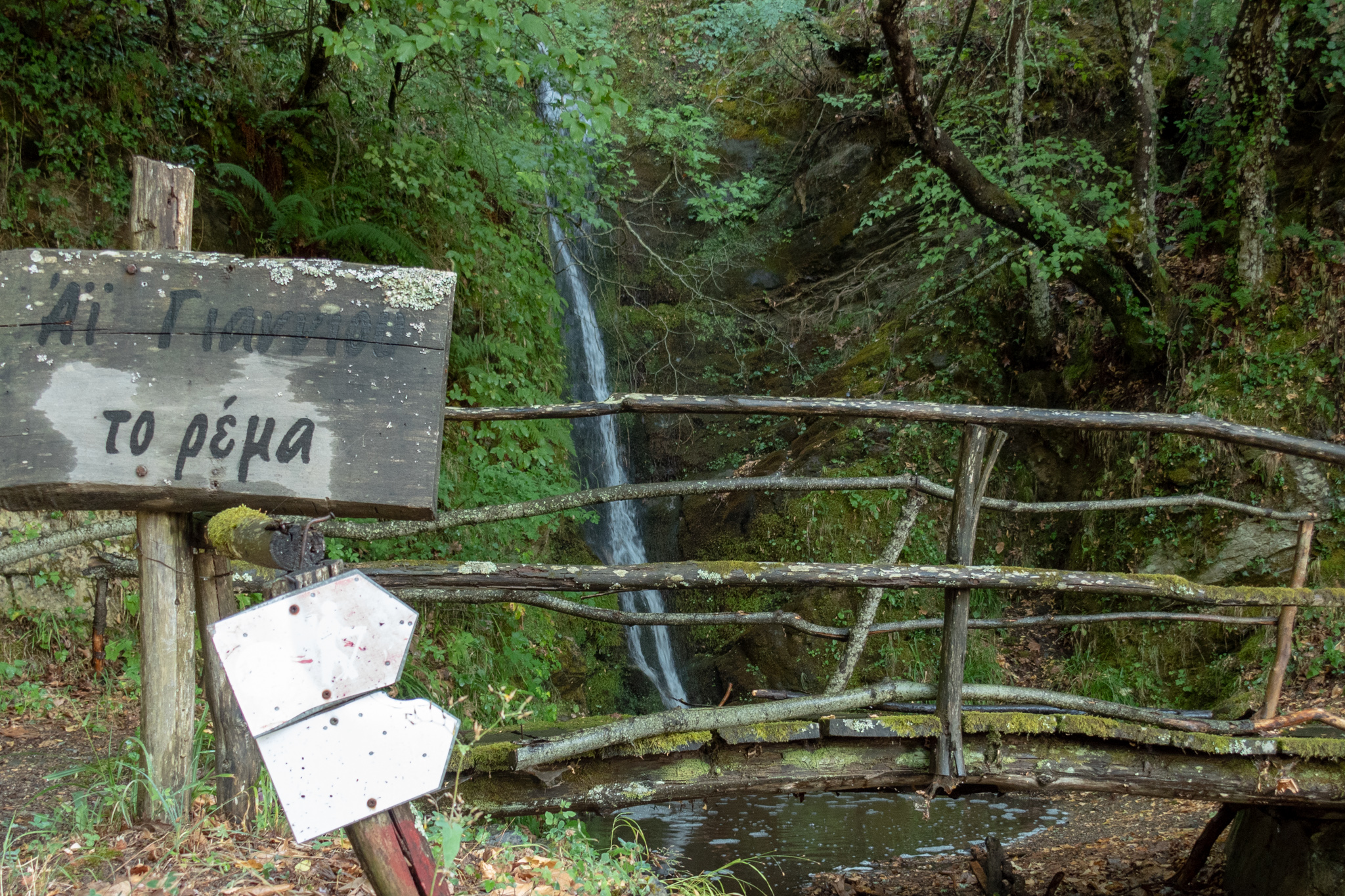
Kleiner Wasserfall in der Schlucht von Saint John

## Demografische Entwicklung
| Jahr | Bevölkerung |
| ---- | ----------- |
| 1940 | 1.594       |
| 1951 | 66          |
| 1961 | 12          |
| 1971 | 6           |
| 1981 | 19          |
| 1991 | 69          |
| 2001 | 80          |
| 2011 | 90          |

## Geschichte
In der Antike wurden die Marmorvorkommen unmittelbar nordwestlich des Dorfes abgebaut. Er zählt zu den besten Marmoren der Peloponnes und zeigt Ähnlichkeiten mit dem pentelischen Marmor Attikas, erreicht aber nicht dessen hochwertige Eigenschaften. Die Marmorsteinbrüche von Doliana lieferten Material für den Bau der Tempel der Athena Alea in Tegea, den Apollontempel bei Bassae sowie für Skulpturen in Olympia. Der Bildhauer Damophon von Messene fertigte die große Figurengruppe der Demeter und Despoina des Heiligtums von Lykosoura aus Doliana-Marmor. Der alte Steinbruch ist bis heute in Betrieb.

### Neuzeit
Am 18. Mai 1821 wurde die Schlacht von Doliana bei dem Ort geschlagen. Nikitaras, der sich mit 200 Männern in Ano Doliana aufhielt, gelang es, 4.000 osmanische Soldaten abzuwehren, die auch noch mit Artillerie aufgezogen waren. Die Überlieferung sagt, dass Nikitaras aufgrund dieser Schlacht den Beinamen Tourkofagos (Τουρκοφάγος – Türkenfresser) erhielt.

## Aktivitäten

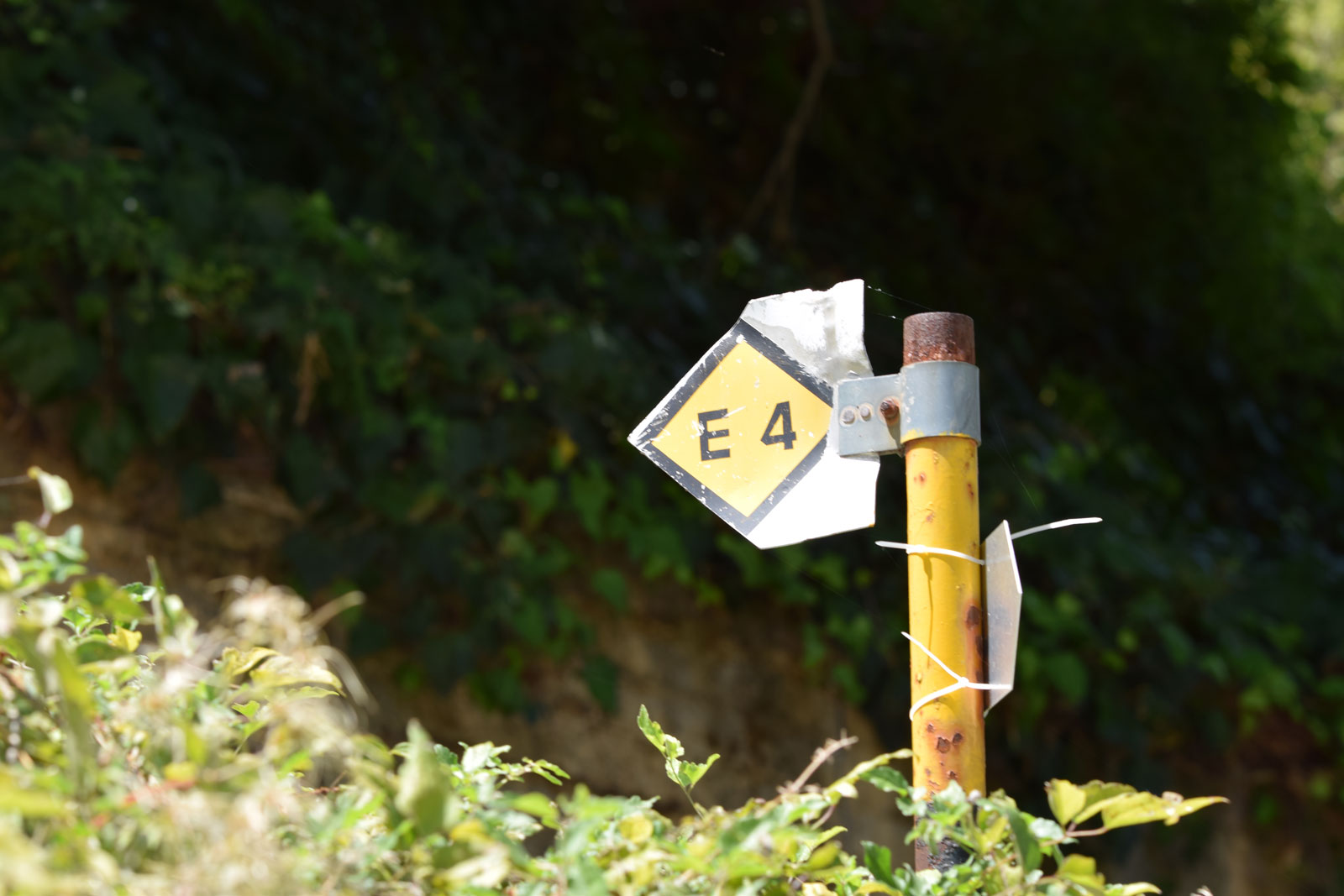
Markierung des Europäischen Fernwanderweges E4 in Ano Doliana

Der Europäische Fernwanderweg E4 führt direkt durch Doliana.
Das Dorf am nördlichsten Punkt des Berges Parnon dient auch als Ausgangspunkt für den Parnon Trail, einen 200 Kilometer langen Trekkingpfad, der alte Pfade der Region aufgreift und von örtlichen Freiwilligengruppen wiederbelebt werden soll. Er durchquert das Parnon-Gebirge in der gesamten Region von Kynouria und verbindet auf seinem Weg Berg und Meer.